# 2012年現象

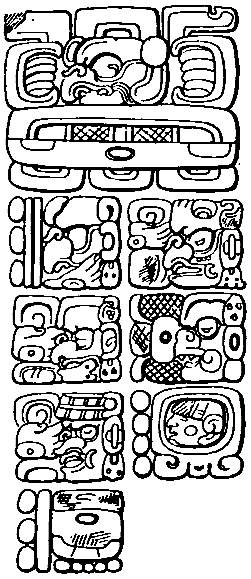
镌刻在基里瓜遗址C石柱东侧的日期铭文显示了最后一次创世的时间为13.0.0.0.0 4 Ahau 8 Kumku，一般被认为是外推格里历的西元前3114年8月11日。而13.0.0.0.0 4 Ahau 3 Kʼankʼin被認為是是公历2012年12月21日或23日。

2012年现象是指一系列认为2012年12月21日左右世界出现灾难性或变革性事件的末世论观点。这一天在中美洲长纪历中被认为是5126年纪年周期的最后一天，受玛雅文明影响的国家（墨西哥、危地马拉、洪都拉斯和厄瓜多尔）在这一天举行活动，其中墨西哥的奇琴伊察和危地马拉的蒂卡尔举办了大型活动。
部分观点通过天文排序和数秘公式解释这个日期。新纪元运动认为从2012年12月21日开始，地球和上面的居民将开始经历身体上和精神上的正向转变，新纪元就此诞生。其他观点认为这一天世界会终结，或者会出现类似的灾难。据称会导致世界终结的事件包括下一太陽極大期到来、地球与银河系中心的超大质量黑洞进行互动，以及地球与神秘行星尼比鲁碰撞。然而，正当这些对灾难性事件的预测甚嚣尘上的时候，各个领域的学者很快便作出驳斥。玛雅学者表示古玛雅人的纪录从来没有预测过灾难即将到来，认为长纪历在2012年结束的观点完全是误读了玛雅的历史和文化。天文学家认为外界推测的各种末日情景都是伪科学，用基本的天文观测结果就能驳斥。

## 中美洲长纪历
欧洲到来前，中美洲当地人采用长纪历纪年，2012年12月在该历法中代表“伯克盾”的结束。尽管长纪历最有可能被奥尔梅克人发明，但越来越多人相信该历法与玛雅文明关系密切，而该文明的古代时期是在公元前250年到900年。根据古代玛雅人文字系统破译文件的语料库，玛雅人的书写及铭文材料在欧洲人入侵的时候就已经存在。
和现代玛雅人使用的卓爾金曆以260天为纪年周期不同，长纪历采用线性而非周期性的纪念方式，一个时间单位大约为20天：20天为1乌纳、18乌纳（360天）为1盾、20盾为1卡盾、20卡盾为（14.4万日，约394年）1伯克盾。因此，玛雅日期8.3.2.10.15代表8伯克盾3卡盾2盾10乌纳加15天。

### 末世论

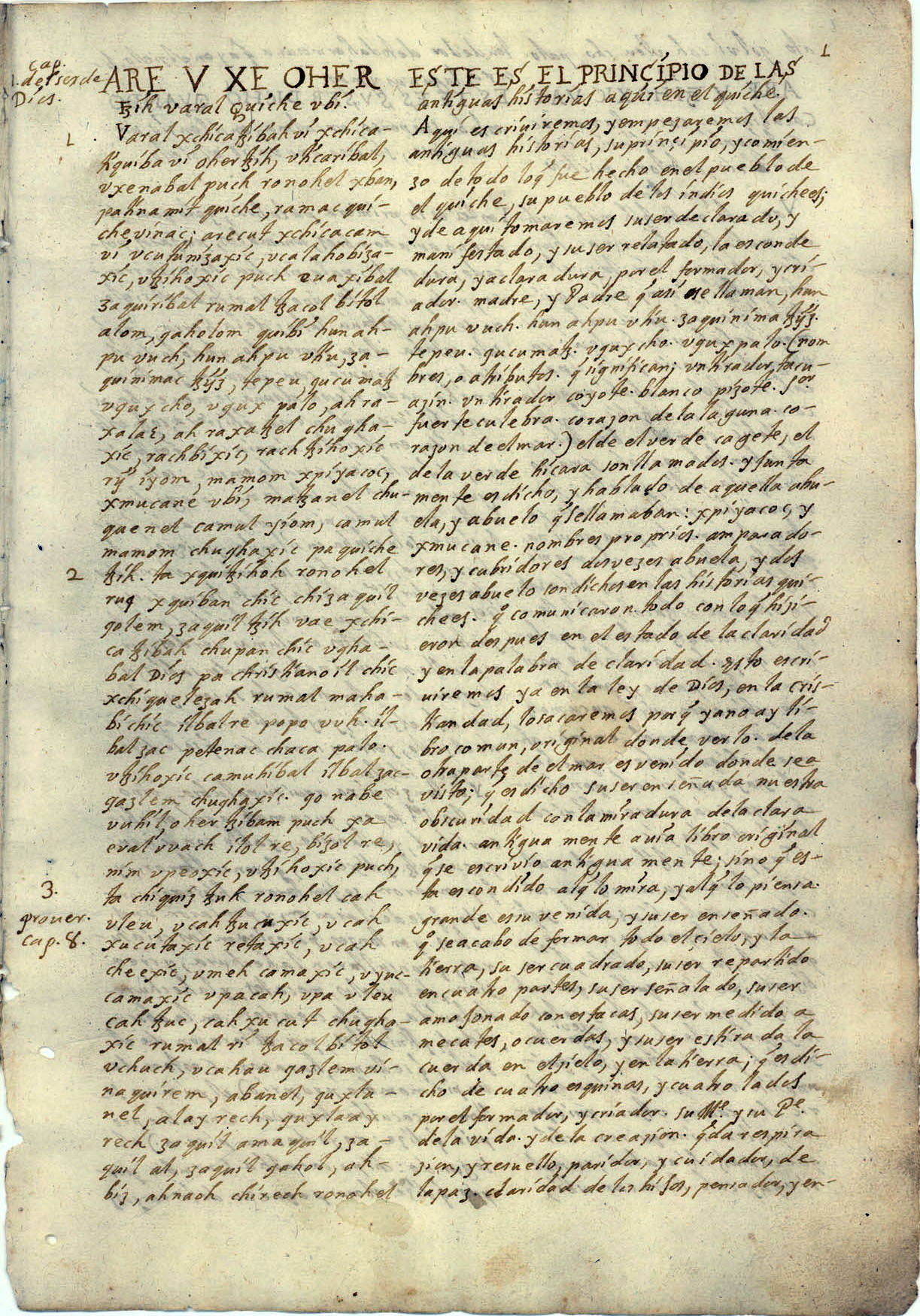
现存最古老的玛雅人手稿《波波爾·烏》可追溯到1701年

玛雅文学对“世界时代”有着很深的执念，但这些纪录已经被扭曲，为后人留下了诸多解释的空间。根据基切人创世神话合辑《波波爾·烏》，目前人类正处在第四世界。一开始造物主创造了前三个世界，但都没有成功，而人类所处的第四世界是被成功创造出来的。根据玛雅长纪历，前面的世界经过了13伯克盾，也就是大约5125年的时候终结[Note a]。而长纪历的“零日”则被设置在过去的某个时刻，用来标记第三世界终结、当今世界开始，对应外推格里曆的公元前3114年8月11日。这意味着当今的第四世界会在13伯克盾，也就是玛雅日13.0.0.0.0，公历2012年12月21日时结束。1957年，玛雅天文学家莫德·伍斯特·马克姆森表示“完成13伯克盾的伟大时期对玛雅人来说意义重大”。1966年，迈克尔·D·科在《玛雅》（The Maya）中表示“有一种说法......认为世界末日会吞噬一切堕落的民族，一切都会在13伯克盾的最后一天诞生。所以......我们现在的宇宙将会被毁灭......长纪历的大周期会完成”[Note e]。

### 反对观点
1990年代初，多位学者转述了科的观点。然而后来的研究人员认为13伯克盾的结束或许值得庆祝，但绝不会是日历的结束。玛雅学者马克·范·斯通（Mark Van Stone）表示：“玛雅人、阿兹特克人和古代中美洲的先知都没说过2012年会有任何突然或重大的变革，‘大周期’即将结束的概念完全是现代人的发明。”1990年，玛雅学者琳达·舍勒和大卫·弗里德尔（David Freidel）认为玛雅人“并不像大家那样，认为这是创世的结束”。佛罗里达自然历史博物馆“拉丁美洲艺术和考古成果展”（Latin American Art and Archaeology）策展人苏珊·米尔布拉斯（Susan Milbrath）表示：“我们没有证据显示（玛雅人）认为世界会在2012年结束”。中美洲研究促进基金会（Foundation for the Advancement of Mesoamerican Studies）执行主任桑德拉·诺布尔（Sandra Noble）表示“在古代玛雅人看来，整个周期结束值得隆重庆祝”，“2012年现象完全是捏造的，许多人趁机捞一把”。杜蘭大學中美洲研究所（Middle American Research Institute）主任E·威利斯·安德鲁斯五世（E. Wyllys Andrews V）表示：“我们知道玛雅人之前曾这么想过，这意味着他们对这个想法再次出现感到满意。”一位考古学家评论在许屯出土的新日历，表示“古代玛雅人预测世界会继续存在——7000年后的今天，事情也的确如此。我们会看看结局到底是怎样。玛雅人保证一切都不会得到改变，这是一种完全不一样的想法”。
多位危地马拉玛雅人的代表驳斥世界会在13伯克盾终结的说法。“危地马拉土著组织”（Colectivo de Organizaciones Indígenas de Guatemala）表示这个日期并不代表人类的终结，新的周期实在“假设人类意识发生了变化”。危地马拉人权监察员办公室（Procurador de los Derechos Humanos）的马丁·萨克索（Martín Sacalxot）表示日历的结束与世界末日或2012年无关。

### 其他推测
欧洲人与玛雅末世论的关联可追溯到克里斯托弗·哥伦布的时代，他于1502年的航行中撰写了《预言之书》，书中记载他在洪都拉斯北部对开海面的岛屿瓜納哈島上首次听到了“玛雅”（Maia）的事情。受主教皮埃尔·戴伊作品的影响，哥伦布认为他在“最遥远”的岛屿（乃至玛雅文化本身）的发现早已有预言，会带来默示。当时欧洲的占星术界普遍预测第二次大洪水将在1524年到来，刚刚在美洲建立殖民地的西班牙人也开始担心末日到来。
1900年代，德国学者恩斯特·福斯特曼解释《德累斯顿手抄本》的最后一页预示世界将在灾难性的大洪水中终结，但他没有提到13伯克盾或2012年，因此无法猜测他所说的大洪水是不是未来的事情。考古学家西尔韦纳斯·莫利直接转述福斯特曼的话，并加上自己的诠释：“到头来，手稿的最后一页描绘了世界的毁灭......这个地方的确以图像描绘了一切被（大洪水）吞灭的大灾难。”这些言论在莫利后来的著作、1946年出版第一版的《古玛雅》（The Ancient Maya）中转述。

## 玛雅文化中的13伯克盾
古玛雅对13伯克盾的重视程度尚不明了。现已出土的玛雅铭文大多是对历史的严格记录，不存在任何预言般的声明。不过古玛雅语料库中的两个条目提到了13伯克盾的结束，分别为托尔图格罗6号纪念碑和12号拉科罗纳象形文字楼梯。

### 托尔图格罗
托尔图格罗位于墨西哥塔巴斯科州最南端，历史可追溯到公元7世纪，由一系列纪念当时统治者Bahlam Ahau的铭文组成，其中托尔图格罗6号纪念碑的铭文是对13伯克盾的仅存详细记录，但部分内容已受损。斯文·格罗内迈耶（Sven Gronemeyer）和芭芭拉·麦克劳德（Barbara MacLeod）给出如下翻译：

| tzuhtzjo꞉m uy-u꞉xlaju꞉n pik chan ajaw u꞉x uni꞉w uhto꞉m il[?] yeʼni/ye꞉n bolon yokte' ta chak joyaj | 它将会在第13伯克盾结束。 就是4阿豪（Ajaw）和3坎金（Kʼankʼin）， ‘预见’（？）会发生。 ‘Bʼolon-Yokte’会出现在 大的‘叙任典礼’上。 |

文中提到的神“B'olon-Yokte”的身份一直存疑。根据玛雅学家马库斯·埃贝尔（Markus Eberl）和克里斯蒂安·普拉格（Christian Prager）在《英国人类学报告》（British Anthropological Reports）发表的文章，这个名字由三部分组成，分别是“九”、“OK-te”（含义不明）和“上帝”。古代铭文的记载出现混乱，意味着这个名字在当时已经很老，连当时的文士都不认识。这个名字也出现在帕伦克、乌苏马辛塔河和拉马尔的铭文中，分别被称为战争、冲突与冥界之神。在其中一座馬雅石碑中，他的形象是一条绳子套在脖子上，另一条绳子系着一个香囊，象征着他为结束岁月轮回作出牺牲。
格罗内迈耶和麦克劳德观察现代玛雅人的习俗，认为这座石碑是在讲庆祝活动，画中的人打扮成B'olon-Yokte的模样，穿着节日盛装在游行。他们认为，在这个铭文中，Bolon Yokteʼ Kʼuh和13伯克盾关系密切，以至于铭文所记载的活动并非“立碑、散香”等传统活动。另外，他们断言这项活动的确是在为2012做准备，而不是7世纪。玛雅学者斯蒂芬·D·休斯敦批驳了这个说法，说此后玛雅铭文只记载时事，所以碑文上的文字是在讲当时的事情，而非未来的场景。

### 拉科罗纳
2012年4月到5月，考古学家在危地马拉拉科罗纳遗址的一座楼梯上发现了神秘的铭文。这块名叫12号象形文字楼梯的铭文记载了公元635年卡拉克穆尔王朝的建立，比较了当时刚刚结束的13卡盾与未来结束的13卡盾，但未出现文士对当时事件的猜测或预言。

### 13伯克盾以外的日期
玛雅铭文时不时会预言13伯克盾过后发生的事件或纪念活动，这些预测多数以“很久很久以后”的形式出现，所载日期除了长纪历日期，还有一串距离数字。帕伦克铭文寺西侧石板有一块日历轮预测了从巴加尔二世加冕开始的第80个52年。巴加尔的加冕仪式在9.9.2.4.8举行，也就是外推格里历的公元615年7月27日。铭文从9.8.9.13.0（格里历公元603年3月24日）巴加尔生日起开始记载，后跟距离数字10.11.10.5.8，也就是公元4772年10月21日，巴加尔出生的4000多年后。
科巴一号碑文也是一个例子，该碑文在13.13.13.13.13.13.13.13.13.13.13.13.13.13.13.13.13.13.13.13.0.0.0.0时创立，包含伯克盾在內共有20個填滿13的單位。琳达·舍勒（Linda Schele）认为这串数字是“大型时间里程表的起点”，每个13其实代表着起始，随着数字不断叠加，每个数字会重置为1[Note c]。因此这块铭文预测当前的宇宙会至少持续2021×13×360天，约等于2.687×1028年，相当于宇宙学家测定宇宙年龄的两千亿倍。不过其他人认为这块碑文是在所刻时间之后立的。
2012年，研究人员宣布在危地马拉许屯发现一系列玛雅天文台，显示了月球和其他天体在17伯克盾的运动。

## 新纪元说
新纪元运动的信仰者将对2012年的看法，纳入了归纳古玛雅人智慧与灵性的玛雅教。注意，玛雅教不是研究玛雅文化的玛雅学者。考古天文学家安东尼·阿维尼表示虽然“平衡宇宙”的概念在古玛雅文化中的地位崇高，但2012现象并不出自这些传统，而与新纪元运动、2012千禧年主义及对远古时期和地方的神秘学信仰等美国概念有关。2012文学所呈现的主题包括“对主流西方文化的怀疑”、灵魂进化的概念及利用个体榜样或集体意识带领世界进入新纪元的可能性。总的来说，这些文学作品并不是在警告世人灾难即将到来，而是在“培养反文化同情心，最终达成社会政治和‘精神’激进主义”。研究新纪元运动和搜寻地外文明计划的阿维尼认为2012描述是社会‘连结断裂’的结果：“我们无法在内心找到人生大问题的灵性答案，于是把转向远在空间或时间上的想象实体——可能拥有高等知识的实体。”

### 起源
1975年，多位新纪元运动的作家猜测13伯克盾是全球“意识转变”的征兆。弗兰克·沃特斯在《神秘的墨西哥：即将到来的第六个意识时代》（Mexico Mystique: The Coming Sixth Age of Consciousness）一书中认为科恩最初提出的日期2011年12月24日[Note e]出自占星术和霍皮族的预言，而何塞·阿奎勒斯（《变革愿景》（The Transformative Vision））和泰瑞司·麥肯南（《看不见的风景》（The Invisible Landscape））则讨论了2012年的重要性，不过没提到确切的日期。部分研究认为阿奎勒斯和麦肯南的观点很大程度上受美国玛雅教作家威廉·柏洛茲的影响，柏洛茲在1960年的《灭虫者》（The Exterminator）一书中认为玛雅长纪历的终结代表着人类意识的末日终结。
1983年，伴随着罗伯特·J·沙勒在第四版莫利的《古玛雅》中修正了日期表，所有人都开始相信2012年12月21日意义重大。1987年，阿奎勒斯在个人组织的和谐汇聚活动中，在“玛雅因素：超越技术的道路”（The Mayan Factor: Path Beyond Technology）讲座中采纳了2012年12月21日这个日期。他表示地球在公元前3113年8月13日就开始穿越银心散发的“银河同步光束”，穿越过程耗时5200盾，这条光束到13.0.0.0.0（也就是2012年12月21日）会让“插入地球电磁电池”中的每个人产生“完全同步”和“银河夹带”。他认为玛雅人调整自己的日历，就是应对这种现象。安东尼·阿维尼（Anthony Aveni）驳斥了这些观点。
2001年，罗伯特·巴斯特（Robert Bast）首次在网上撰文，探讨2012年世界末日的可能性。2006年，作家丹尼尔·平贝克在个人著作《2012：羽蛇神归来》（2012: The Return of Quetzalcoatl）将推广了新世纪运动对末日的看法，将13伯克盾与信仰麦田圈、外星人绑架及使用致幻剂和通灵得到个人启示相比较。平贝克发现人们“越来越意识到物质主义及随之产生的理性、经验性的世界观已经到期......我们即将过渡到一种更直观、更神秘和更萨满的意识分配中”。

### 银河对齐论
长纪历开始日期无重大天文事件发生。然而，长纪历的所谓结束日期被西方秘契主義、边缘科学和新纪元文学与天文现象联系在一起，其中新纪元文学十分强调占星术，特别是与岁差有关的占星解释。在这些观点中，占星术概念“银河对齐论”尤为著名。

#### 岁差
在太阳系里，行星和太阳大致处在被称为黄道的同一平面上。从地球的角度来看，太阳整年都在占据黄道这个横跨整个天空的平面。每年，太阳都会依次穿过黄道带十二星座。随着时间的推移，每隔72年，太阳每年的运动周期会非常缓慢地向后减少1度，或是每隔约2,160年减少经过一个星座。太阳这种向后的运动叫做“岁差”，是地球自传轴轻微摆动造成的，类似于陀螺减速时的摆动。经过25,800年，也就是通常叫做大年的周期，太阳在黄道带中的路径会形成完整的360度向后旋转。西方占星界习惯用岁差测量三月分点，三月分点和九月分点每年都会出现，彼时的太阳刚好处在天空最低点和最高点的中间。20世纪末21世纪初，太阳的三月分点位于双鱼座，正重新回到寶瓶座，这标志着双鱼座的星座年代结束，宝瓶座年代到来。
类似地，太阳12月的至点位于人马座，与银河系相交。至点落在北半球的时候，落在太阳每年移动路径的最低点，落在南半球的时候，落在太阳每年移动路径的最高点。每年12月至点，从地球表面来看，太阳和银河仿佛对齐，而每年的岁差会导致太阳在银河中的位置稍微改变。考虑到银河的宽度在10°到 20°之间，太阳需要700年到1400年才能进动到穿越银河。2012年的时候，至点穿越银道坐标系，还在穿过银河的途中，12月至点的日期落在12月21日。

#### 神秘主义

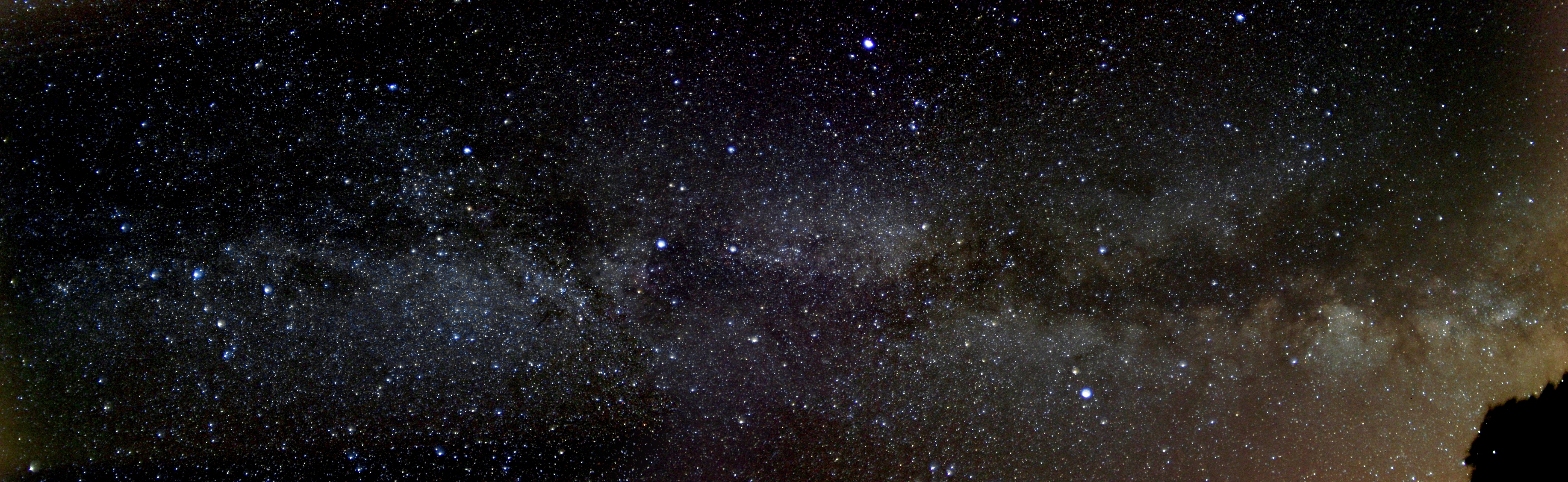
天鹅座附近的银河出现了一条大裂缝，玛雅人称之为冥界。

乔治·德·桑蒂拉纳和赫塔·冯·德申（Hertha von Deschend）在《哈姆雷特的磨坊》一书中，对分点的进动和太阳靠近银河系中心提出了神秘主义的推测。这些言论后来被泰瑞司和丹尼斯·麦肯纳在《看不见的风景》（1975）一书中转述和引申。
该观点衍生自最初由门罗·埃德蒙森提出的理论，认为玛雅人利用对大裂缝的观测结果制定日历，在他们的眼里，银河里的这个黑色尘云带是“冥界”。约翰·梅杰·詹金斯（John Major Jenkins）表示玛雅人了解黄道和冥界相交的地方，天空中的这个位置在他们的天文学中地位显著。他认为，岁差会让太阳在2012年冬至与银河赤道精确对齐。在他看来，古玛雅人预测出这次交汇，会大肆庆祝，认为这是人类精神深刻转变的先兆。支持银河对齐假说的新世纪运动人士认为，玛雅人只做日历就是为未来世界发生重大变化做准备，就像占星术士利用星星和行星位置预测未来的事件。詹金斯认为信奉萨满教的古玛雅人服用迷幻蘑菇和科羅拉多河蟾蜍等迷幻药物，产生了这样的见解。他还将“冥界”与“世界树”联系起来，借鉴了对当代玛雅宇宙学的研究成果。

#### 批评
戴维·莫里森等天文学家认为银河赤道根本就是一条随意的线，无法精准描绘，因为银河的准确边界会随视野清晰度不断改变，无法准确定位。詹金斯表示自己关于银河赤道位置的结论，是在海拔11,000英尺（3,400）以上的地方观察后作出的，从这个高度可以清晰看到银河的景象，比玛雅人还要近。另外，由于太阳只有半度宽，至日位置需要36年才能推进到完整宽度。詹金斯本人特别指出，虽然自己确定银河赤道线的位置，但赤道线与太阳中心最精确的会聚发生在1998年，不是2012年，也就是说，银河对齐现象以1998年为中心，维持了数年。
尚无明确证据证明古玛雅人意识到进动。芭芭拉·麦克劳德、迈克尔·格罗夫（Michael Grofe）、伊娃·亨特（Eva Hunt）、戈登·伯德斯顿（Gordon Brotherston）和安东尼·阿维尼等玛雅学者认为玛雅人的部分圣日岁差周期，但其他学者对该主张的意见存在分歧。考古和历史证据无法证明玛雅人重视至日或分点。不过玛雅人很有可能是中美洲最早发现至日的人，但这个观点在玛雅专家之中存在争议。古玛雅人重视银河也没有证据，文字系统中没有代表银河的字形，相关的天文表或时间表也不存在。

### 时间波归零与《易经》

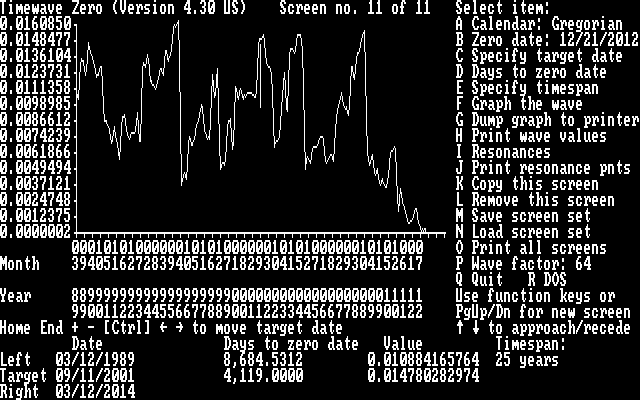
软件模拟时间波归零

數秘術公式“时间波归零”计算一种“全新的”潮起潮落现象，称这种现象会随着宇宙关联性或组织复杂性的不断发展而增加。泰瑞司·麥肯南表示宇宙在末期会出现目的吸引子，增加相互联系度，最终在2012年达到无限复杂的奇点，到时任何想象中末日现象都会同时发生。早在1970年代中期，他便利用迷幻蘑菇和N,N-二甲基色胺构思了这个想法。科学界认为这种新颖的理论是伪科学。
麦肯齐用计算机程序解释这种“新颖”，制造出名叫“时间波归零”或“时间波”的波形。麦肯齐通过解释中国占卜著作《易经》文王卦序，指出时间波图像显示新颖大时代对应人类演化及社會文化進化进程中的重大转变。他认为不同时期的事件彼此串连，用廣島與長崎原子彈爆炸作为他计算2012年12月末日日期的基础。他后来发现自己计算出的末日日期接近玛雅历法13伯克盾的解释，便把日期定在那一天。
1975年第一版《看不见的风景》两次提到2012年，但没有指出明确日期。到了1993年第二版，麦肯齐自始至终提到希尔的日期[Note e]2012年12月21日。
新颖理论被指“违背被科学家断定为事实的无数概念”，“仅依靠与无数经验逻辑相矛盾的争议性推断”做推断，“丝毫没有事实的迹象”，所得出的新奇理论只是一门伪科学。

## 末日说

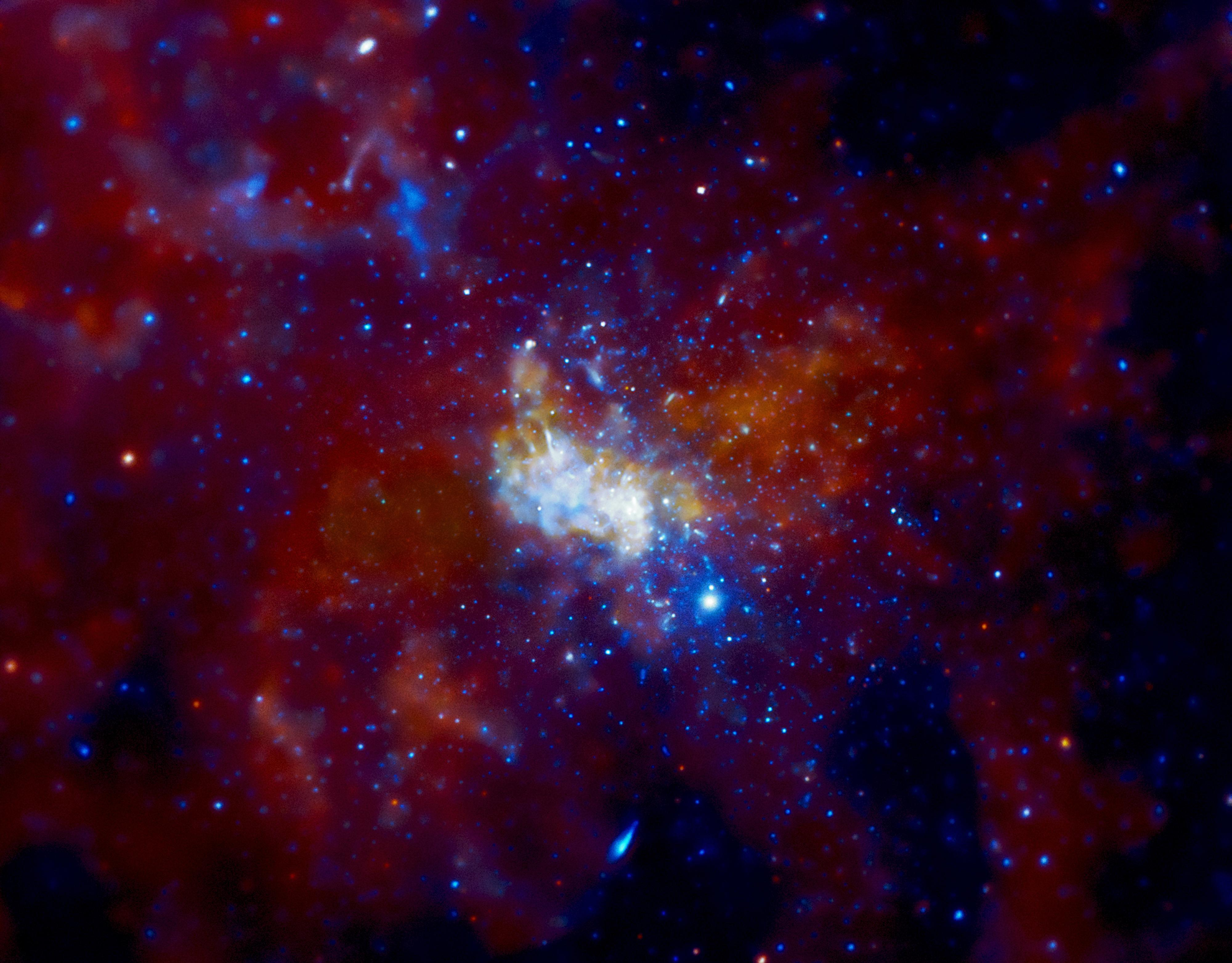
钱德拉X射线天文台拍摄的人馬座A*

主流媒体在2012年12月21日即将到来前，大肆宣扬2012年世界大灾难、世界终结、人类文明终结的理论。互联网出现了许多宣扬该理论的网页，YouTube也有非常多的相关内容。探索频道推出的相关纪录片被指“为了娱乐牺牲准确性”，是“伪纪录片”。

### 其他对齐说法
部分人从世界末日的角度解释银河行星对齐，表示这种现象的出现在某种程度上，会在银河系中央的太阳和超大质量黑洞之间，形成组合引力效果（即人馬座A*），把地球毁灭殆尽。抛开1998年已经发生的“银河对齐”现象不说，太阳穿越从地球能看到的黄道带时，并不靠近银河的真正中心，而是在中心上方的几度处。所以，这种预想的状况不会出现，毕竟人马座A*距离地球3万光年；只有在缩减600万倍的时候，这个距离才能对地球所在的太阳系造成引力破坏。历史频道纪录片《历史大解码》解释了这个对齐理论。约翰·梅杰尔·詹金斯（John Major Jenkins）批评了参与该纪录片撰稿的一位科幻作家，称这部纪录片“利用45分钟的篇幅，不知廉耻地炒作世界末日，制造了非常糟糕且空洞的轰动效应”。
一些信仰2012世界末日的人利用“银河对齐”一词描述另一种现象。该现象由部分科学家提出，解释了据称通过观察化石纪录得到的生物集群灭绝模式。湿婆假说认为生物群体灭绝并非随机出现，而是每隔2600万年出现一次。为了解释这一点，部分人认为太阳在银河年2.5亿年的时候，一般会穿过银河平面，从而在银河中心制造一场垂直震荡。然而，太阳每隔2000万至2500万年重新进入银河平面的时候，会受到非常强烈的“平面涟漪”影响。数学模型显示，平面涟漪会让奥尔特云彗星进入太阳系的通量增加四倍，从而大幅度增加毁灭性彗星撞击的出现几率。但是这种“对齐”现象经过数千万年才会出现，确切日期无法确定。证据显示，太阳在300万年前穿越了将银河一分为二的平面，到2012年的时候会在离平面非常远的上方移动。
第三种对齐理论认为行星位置会在2012年12月21日重叠，不过当天并没有重合现象。实际上，多个行星重叠的现象在2000年至2010年间出现过，但每次出现都没有对地球带来负面影响。木星和太阳系中最大的行星，比其他行星加起来还要大。木星接近冲点时所接受的引力差，不及地球每天从月球所受引力的1%。

### 地磁逆转
另一个观点认为大型太阳耀斑会触发地磁逆转（该理论支持者称之为极偏移），释放比核武器多出1000亿倍的能量。据称该理论得到观测数据支持，其结果显示地球磁场会在南北磁极逆转及大概2012年发生的下一个太阳极大期到来前逆转。
然而，大多数科学家估计地磁逆转需要1000年到10000年完成，不会在某个特定日期启动。美国国家海洋和大气管理局预测太阳极大期在2013年底或2014年迎来高峰，但相对较弱，低于太阳黑子的平均水平。尚无科学证据表明太阳极大期和地磁逆转有关，地磁逆转完成由地球内部的力量驱动 。
太阳极大期的确会影响卫星和手机通讯。大卫·莫里森（David Morrison）认为太阳风暴的观点甚嚣尘上，与人气物理学家加来道雄不无关系。加来道雄在接受福斯新闻频道专访时，表示2012年的太阳活动高峰会威胁到轨道卫星。另外，美国航空航天局2006年发布题为“太阳风暴警告”（Solar Storm Warning）的页面，这个名称后来在多个末日网页中重复出现。
2012年7月23日，一场存在潜藏危险的大型太阳风暴在冲击地球9日后出现。

### 尼比鲁碰撞
一些末日信仰者认为X行星（又称尼比鲁星）会与地球碰撞或擦身而过。自1995年以来，这个理论就以不同形式多次出现，一开始预测2003年5月会有世界末日，结果什么事都没发生，最终纷纷被支持者抛弃。该理论最初的版本是与外星生命通灵，但这个说法被大多数人置若罔闻。天文学家表示，只要仰望夜空，就能看到和地球距离如此接近的物体。

### 其他灾难

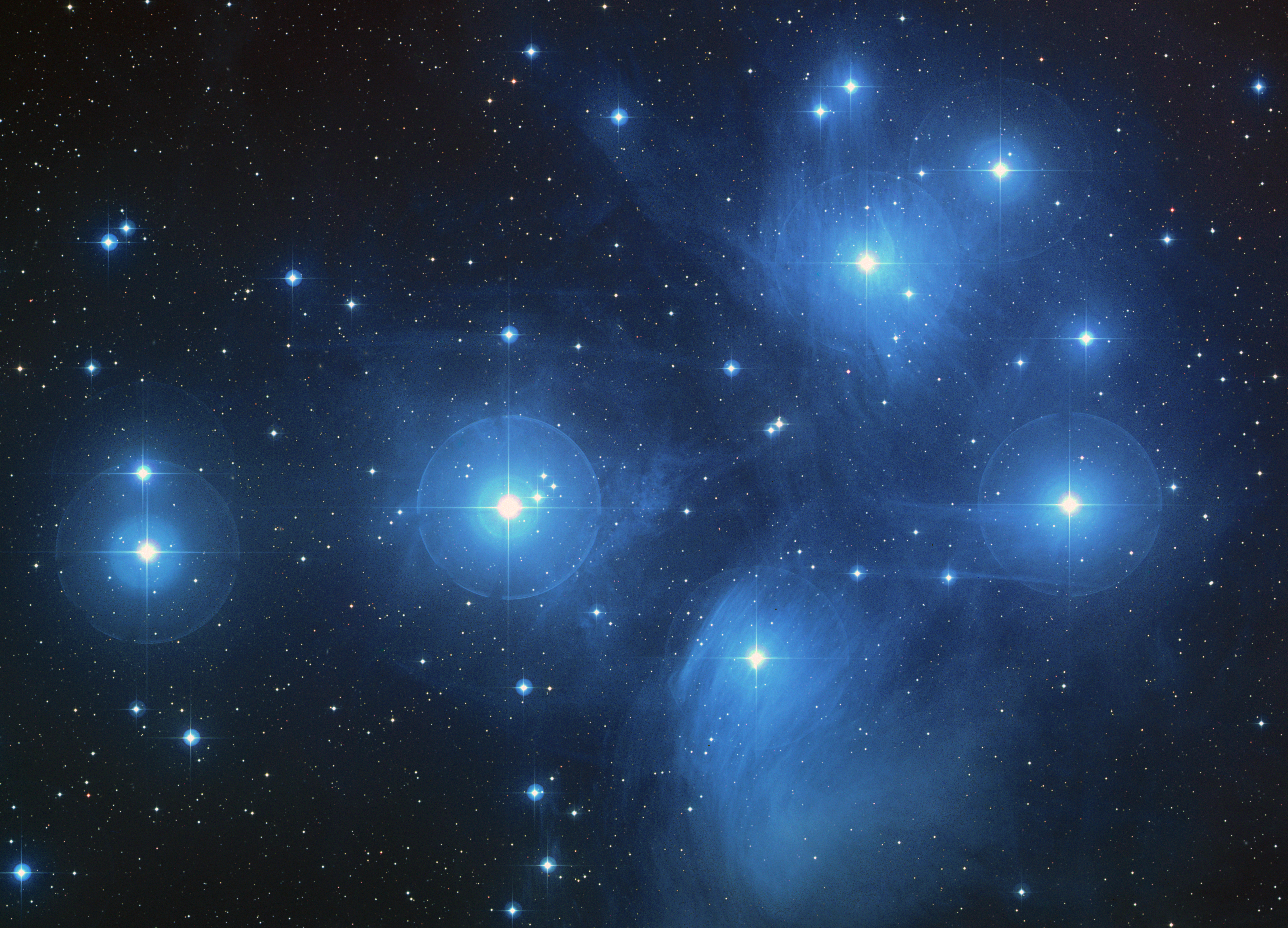
据称会引发2012年末日事件的昴宿星團

作家葛瑞姆·汉卡克在著作《上帝的指印》中将科的“破解玛雅密码”言论，解释为全球大灾难的预言。导演羅蘭·艾默瑞奇之后将该书列为个人2009年灾难片《2012》的灵感来源。
另外，通过分析互联网聊天纪录预测未来的计算机项目网络机器人也作出了2012世界末日的预测。然而外界否认机器人的论断，认为机器人不能预测自然灾难，因为自然灾难不是股市崩盘那样的人为灾难。
2012世界末日的日期与长久以来存在的光子带概念稍微关联。该概念预测地球和昴宿星团最大的星昴宿六发生某种形式的互动。批评者表示光子无法形成带，而昴宿星团在400多光年之外，无法影响地球，而比昴宿星团近得多的太阳系实际上正在远离它。
部分媒体认为紅超巨星參宿四会形成超新星，在未来引发2012的末日现象。尽管參宿四的确处在生命的最终阶段，会以超新星的形式终结，但事件发生时间在10万年以内，不可能预测。超新星距离太阳系在25光年内，才可能威胁地球，而參宿四距离地球约在600光年以外，其超新星不会带来影响。2011年12月，美国航空航天局的弗朗西斯·雷迪（Francis Reddy）发表新闻稿，揭穿2012年发生超新星的可能性。
还有一种说法是外星生命入侵。2010年12月，examiner.com率先发表了一篇文章，引用第二次数字化巡天的照片，证明搜寻地外文明计划探测到三艘大型的宇宙飞船将于2012年抵达地球。文章之后被俄罗斯《真理报》英文版引用。辟谣专家、天文学家菲尔·普莱特表示，按照小角度近似公式，如果照片中的物体和据说的一样大，那它一定比月球还要靠近地球，也就是说它已经抵达地球了。2011年1月，搜寻地外文明计划首席天文学家塞思·肖斯塔克发布新闻稿驳斥相关说法。

## 公众回应
2012现象迅速为公众知晓，在互联网上也流传甚广，许多网站就该主题发表内容。2007年，美国国家航空航天局的公共外展网站“问问天体生物专家”（Ask an Astrobiologist）收到了公众就2012现象发来的5000多条问题，问他们要不要杀掉自己、孩子或宠物。2012年5月，易普索对21个国家的1.6万成年人进行调查，显示8%的人对世界将于2012年12月终结表示担忧或焦虑，10%的人认同玛雅历法于2012年结束是世界末日的标志，在这当中中国人占比最高，达20%，其次是占13%的俄罗斯、土耳其、日本和韩国，以及占12%的美国。至少有1起自杀事件因恐惧2012年世界末日引发，其他事件谣传与世界末日相关，其中2011年圖森槍擊事件主犯賈里德·李·勞納信奉2012末日的相关预言。在太平洋天文学会全体会议上，部分科学家对2012末日表示质疑，批评互联网发挥大量作用，让这次末日获得的关注度比之前类似的恐慌要高。

### 欧洲

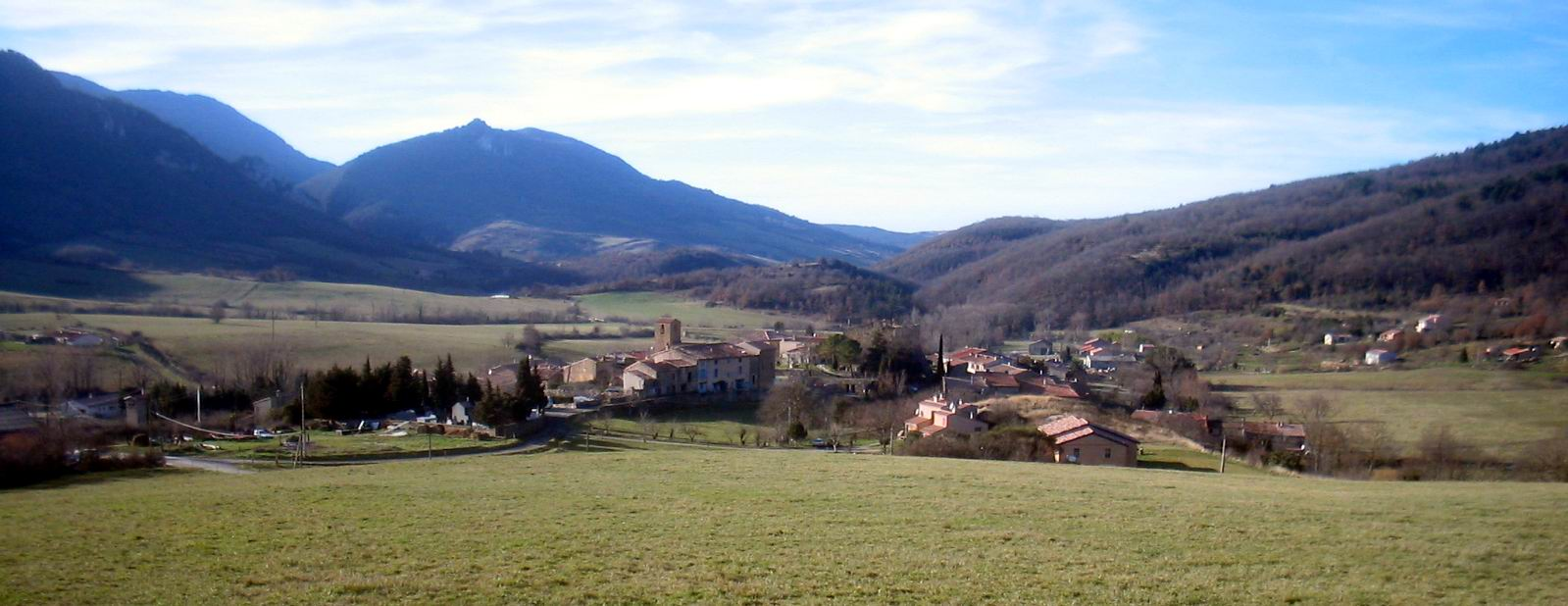
秘教信奉者认为法国阿格利河畔康村和比加拉什峰在2012年会发生巨大的转变

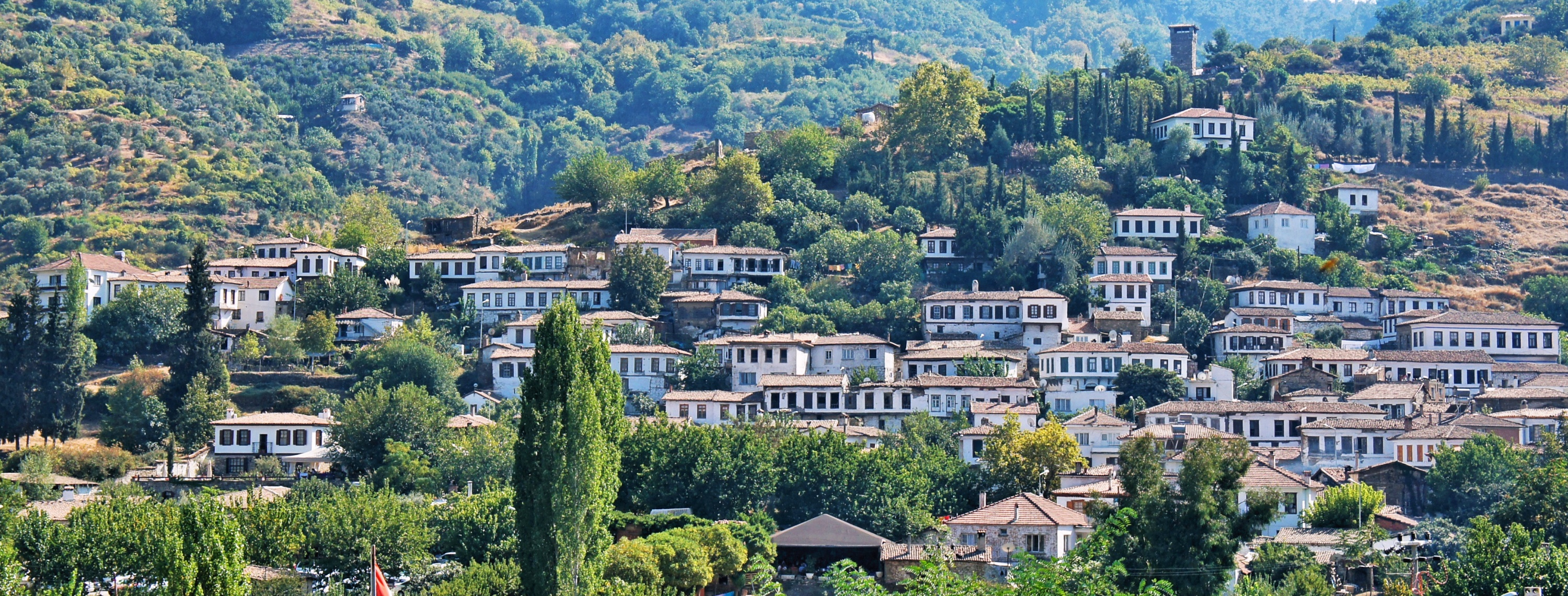
土耳其伊兹密尔省人口约560的村庄西林斯接近圣母玛利亚升天的地点，被部分末日信仰者认为具有“正面能量”

自2000年起，秘教信奉者开始造访人口189的法国村庄比加拉什，他们认为当地的比加拉什峰是度过2012年大转变的理想地点。2011年，当地市长让-皮埃尔·德洛德（Jean-Pierre Delord）向国际媒体表示担忧成千上万的游客会在2012年涌入，令小镇不堪重负，他甚至打算叫来军队。2012年3月，德洛德向《獨立報》表示“游客数目大幅增长”：“今年已有2万人登顶，相较于去年的1万名登山客，人数在过去12个月出现巨幅增长。他们把比加拉什峰当成‘un garage à ovnis’（不明飞行物的车库），把村民都给激怒了，觉得这种完全背离现实的夸张事物令人困惑。12月21过后，这种情况必定会归于正常。”2012年12月，法国政府向比加拉什和比加拉什峰部署了100名警察和消防员，限制游客前往，最终“事件”高峰期只有1000名游客登顶，两场锐舞派对被捣毁，12人中途折返，5人携带武器被逮捕。德洛德批评部分社群居民博取媒体关注，为当地做宣传。
土耳其以弗所附近的西林斯村于2012年12月21日接纳了6万多名游客，部分新纪元运动信仰者认为当地的“正面能量”有助于读过此次大灾难。但只有一小部分新纪元运动信仰者实际到场，其他大部分人都是警察和记者，当地没有按预期大发横财。类似的喀尔巴阡山脉塞尔维亚段的金字塔形山峰塔尼峰也吸引了关注，谣传山峰在末日当天会发射巨大的力盾，保护附近地区。山底下的酒店房间全部爆满。
距所谓的世界末日还有几个礼拜，俄罗斯一所女子监狱发生“集体二联性精神病”，莫斯科附近一处工业重镇有超市的火柴、蜡烛、食物及其他补给品被扫空。应急部长回应指，根据多方面对地球当前的检测，12月不会有世界末日。在一次记者会上，俄罗斯总统弗拉基米尔·普京被问到世界会不会终结，他表示应该会，“还有45亿年”。
2012年12月，梵蒂冈天文台发言人何塞·加布里埃尔·富内斯在梵蒂冈报纸《罗马观察报》撰文，表示“2012年末日论‘不值得讨论’”。

### 亚洲和澳大利亚
在中国大陆，1000名“全能神教会”成员声称13伯克盾标志着世界终结，呼吁推翻共产党最終被捕。“全能神教会”成员在中国大陆多地散布传单，宣传世界末日说并散发“全能神”宣传资料，被警方抓获。一些人认为黑暗即将到来，前往超市哄抢蜡烛。淘宝网甚至还出现了诺亚方舟船票。多个城市预定在12月21日当天举行婚礼接近饱和。2012年12月14日，河南省一名男子持刀砍伤了23名儿童。官方怀疑该男子受到世界末日说“影响”。
2012年12月20日，香港立法會主席曾鈺成聲稱立法會尚有大量事務處理，因此不批准明日（即2012年12月22日）為世界末日。
2012年12月6日，澳大利亚总理朱莉亞·吉拉德在电台triple J发表恶搞谈话。她表示：“仍在世的亲爱澳大利亚同胞们，世界末日即将到来。不管最后的冲击来自食肉僵尸，地狱魔兽，还是韩国流行乐大合唱，我有一件事情你们必须知道——那就是我在末日关头，仍然会为你们而奋斗。”电台主持人尼尔·米切尔认为这个恶搞“幼稚”，怀疑这样做会不会贬低她的政府。

### 墨西哥和中美洲

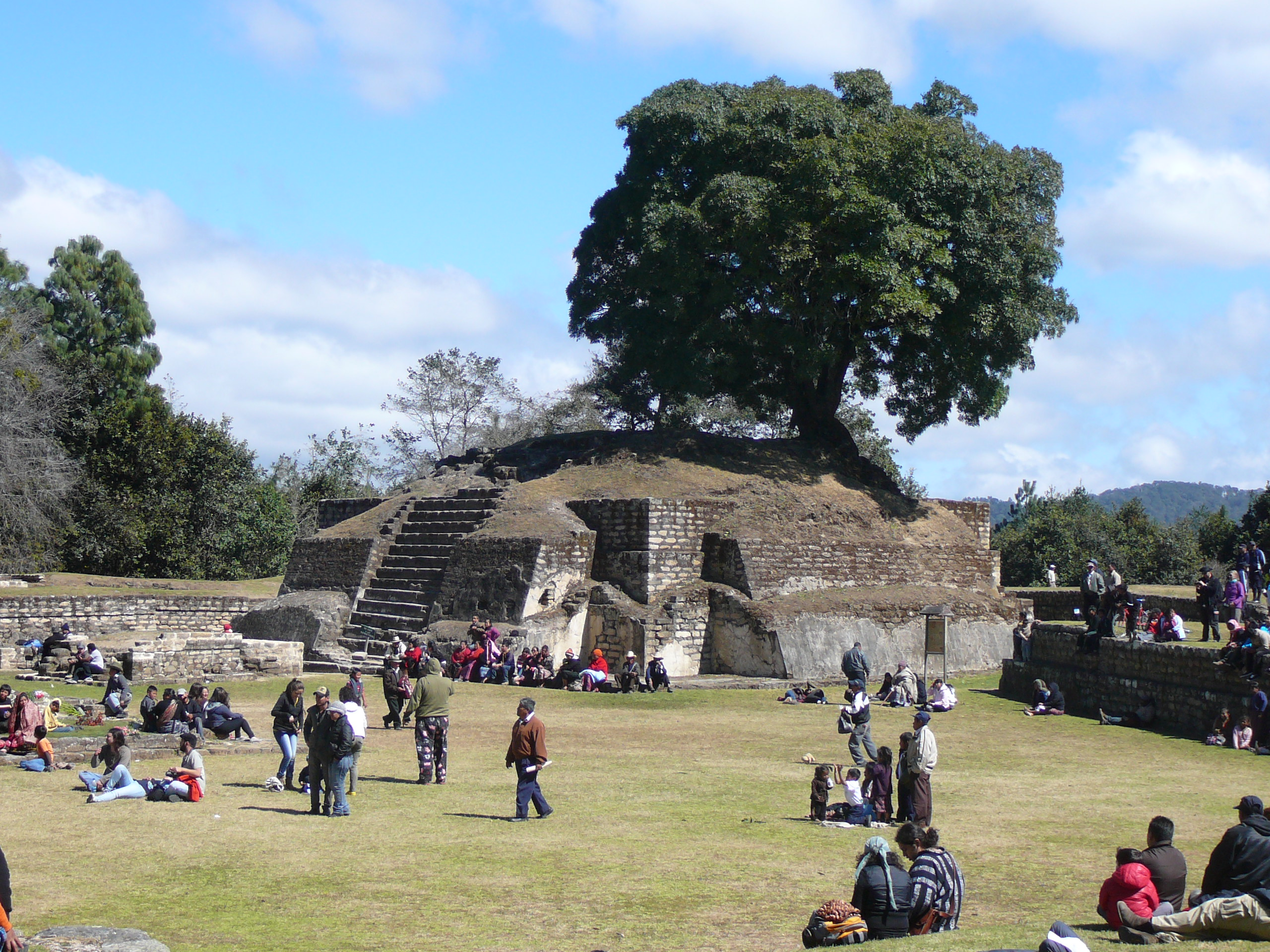
2012年12月21日，特克潘危地馬拉伊克西姆切玛雅遗址

玛雅文明发祥的中美洲国家墨西哥、危地马拉、洪都拉斯和厄瓜多尔在各国最大的玛雅遗址举办各种活动，庆祝13伯克盾结束。2011年12月11日，恰帕斯州玛雅城镇塔帕丘拉启动了八英尺高数字钟，为13伯克盾结束倒计时。2012年12月21日，墨西哥奇琴伊察和危地马拉蒂卡尔举行了盛大的活动。厄瓜多尔塔祖马尔和洪都拉斯科潘也有盛大活动举行。这些在考古遗迹举行的玛雅祭祀活动，大多由萨满和玛雅祭司在破晓时候主持。

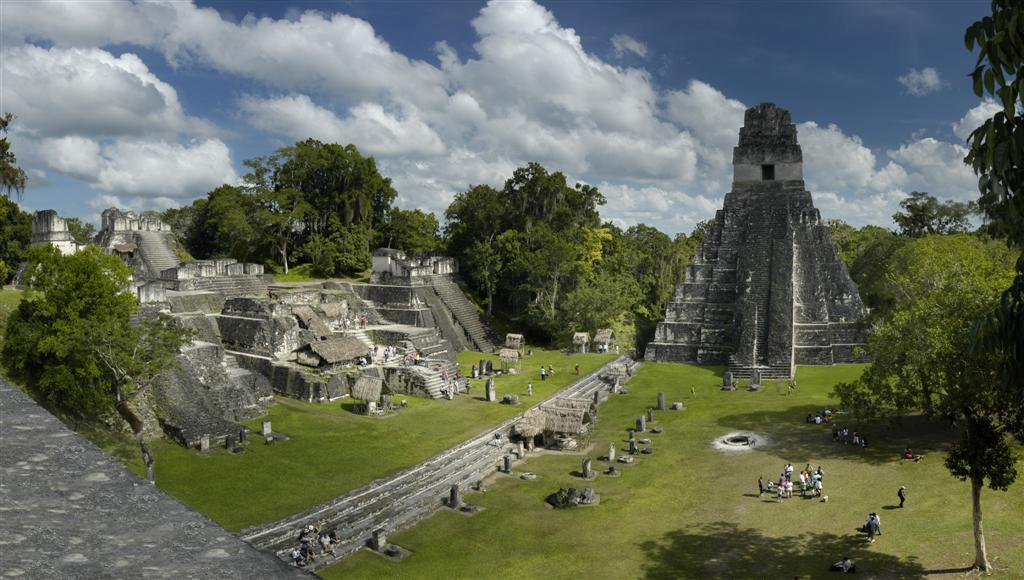
2012年12月21日，玛雅篝火庆典在蒂卡尔大捷豹神庙前广场举行。

13伯克盾最后一天，尤卡坦等古玛雅领地的居民欢庆黎明到来，新时代来临。墨西哥国家文物总局的官员表示，12月21日当天有5万人游客参观了墨西哥的考古遗迹，其中尤卡坦州的奇琴伊察（Chichén Itzá）接待了1万人，金塔納羅奧州特奧蒂瓦坎接待9000人，恰帕斯州帕伦克接待8000人。墨西哥城附近的特奧蒂瓦坎不属于玛雅遗迹，也有1万人造访。奇琴伊察的主庆典在玛雅文化的主要象征卡斯蒂略金字塔广场举行。活动提前两个小时举行，吸引数千名游客观看，大部分人是前来参加伯克盾13结束活动的外国游客。

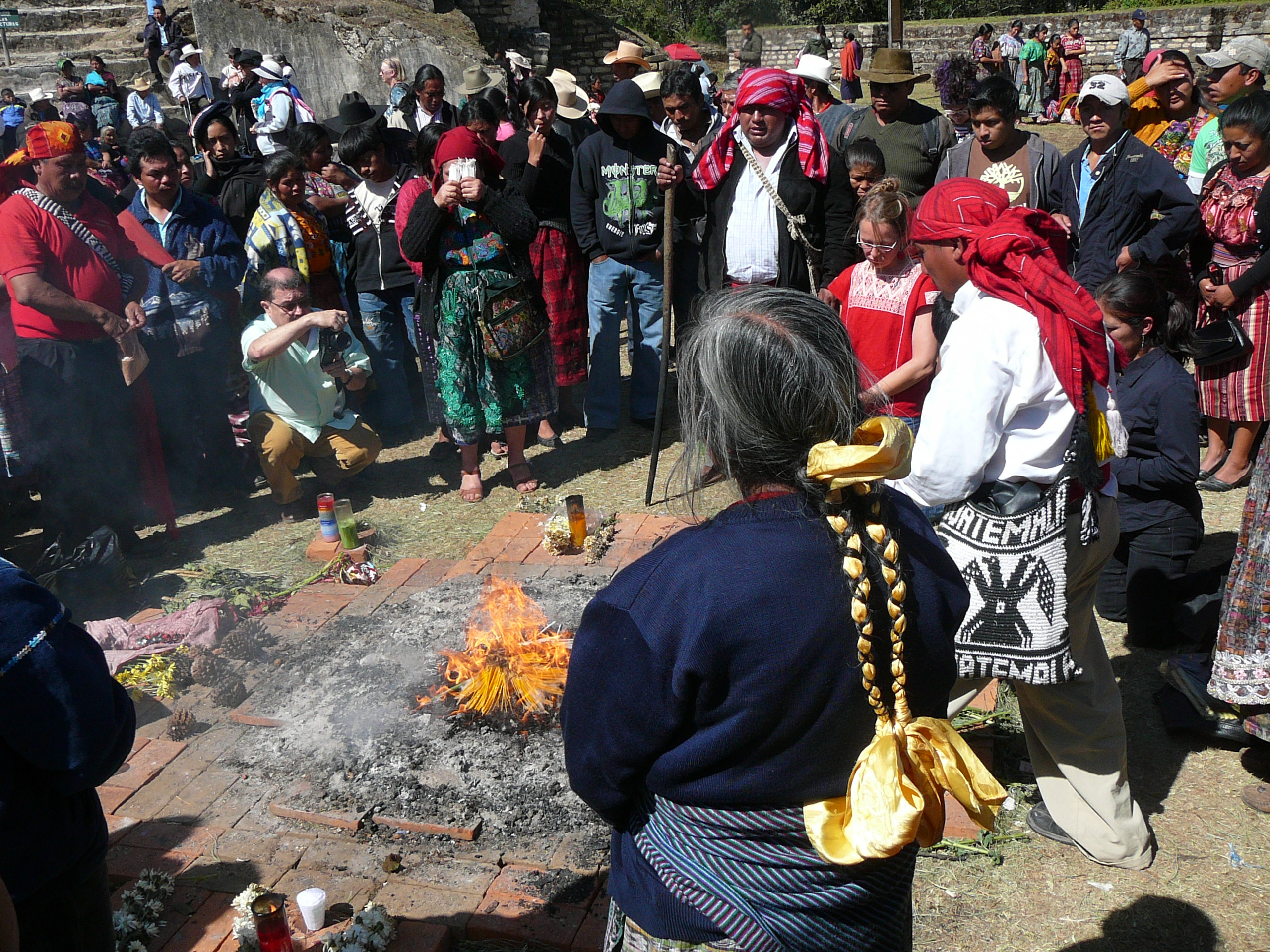
12月21日在伊克西姆切举行的伊克西姆切和土著人民的民权集会

蒂卡尔的伊克西姆切于破晓时分，在大捷豹神庙主广场举行。典礼由危地马拉当地及外国祭司主持。危地马拉总统奥托·佩雷斯·莫利纳和哥斯达黎加总统劳拉·钦奇利亚出席活动。仪式上，各国祭司呼吁团结、和平，结束歧视和种族主义，希望新周期的开始会是“新的黎明”。约3000人出席活动。
墨西哥和中美洲各国政府负责举办大多数活动，他们分别预计会吸引上千名游客到访。墨西哥平均每年有2200万名外国人到访，但在2012年，仅恰帕斯州、尤卡坦州、金塔纳罗奥州、塔巴斯科州和坎佩切州就有5200万名游客到访。危地马拉玛雅社运组织Oxlaljuj Ajpop反对将庆典商业化。玛雅部长会议发言人表示，在他们看来，蒂卡尔庆典不是给游客的表演，是有精神和个人意义的。该团队也当天举行活动，抗议将该日期商业化。另外，蒂卡尔主庆典举行前，约200名玛雅人游行抗议，表示感觉被排除在外。大部分现代玛雅人毫不关心庆典，少数人仍按照古老习俗，举行庄严、私人的庆典。蒂卡尔遗址技术顾问奥斯瓦尔多·戈麦斯（Osvaldo Gomez） 抱有许多游客在庆典期间非法攀爬面具神殿的梯子，造成“不可挽回的”损坏。

### 南美洲
巴西南里奥格兰德州圣弗朗西斯科-迪保拉市长德西奥·科拉（Décio Colla）动员民众囤积食物和补给品，为世界末日做准备。南马托格罗索州科爾吉紐为末日的幸存者建造了属地。戈亚斯州上帕拉伊索的酒店特别保留了末日当天的房间。
玻利维亚总统埃沃·莫拉莱斯出席了克丘亞人和艾马拉人在政府支持下，于的的喀喀湖南部太阳岛 (玻利维亚)举办的南半球至日庆祝仪式。仪式上，莫拉莱斯宣告“Pachakuti”时代当来，意味世界开始意识到生活的文化，世界资本主义开始终结。他提议取缔国际货币基金组织和世界银行。
2012年12月21日，阿根廷科尔多瓦烏里托爾科山因Facebook大批人呼吁前往当地自杀，临时关闭。

### 北美洲
自2009年起，美国各地的私人地下爆炸避难所销量出现明显增长，建造庇护所的建筑公司纷纷打出广告，要大家关注2012年世界末日。2012世界末日的谣传令外界担心类似于桑迪胡克小学枪击案的事件会重演，密歇根州部分学校提前圣诞假期两天关闭。美国电视真人秀明星海蒂·蒙塔格和斯宾塞·普拉特认为世界会在2012年终结，已经将2010年以来积攒的1000万美元花得差不多。

## 後續研究
雖然2012年時，預言現象並未發生，但许多作家仍继续发掘相关题材。其中葛瑞姆·汉卡克在2015年著作《诸神魔法师》写道：“就这样看来，玛雅人从来没说过什么世界末日，而是说这是一个时代——大改革和世界重生的时代结束，之后新的大循环或时代会开启。”

## 文化影响
2012现象也被众多媒体探讨或提及。几部提到2012年的电视纪录片及当红虚构作品都认为12月21日在灾难性事件发生的日子。
UFO阴谋论电视剧《X档案》称2012年12月22日外星人殖民地球，玛雅历会在这天“结束”。历史频道播出大量关于世界末日的特别节目，分析2012理论，包括《历史大解码》（2005–2007）、《2012，终结之日》（2012, End of Days，2006）、《地球末日》（2006）、《末日七大征兆》（Seven Signs of the Apocalypse，2009）和《诺斯特拉达穆斯2012》（Nostradamus 2012，2008）。探索频道于2009年播出《2012世界末日》（2012 Apocalypse），认为大型磁暴、地磁逆转、地震、超级火山及其他激烈的自然事件，都会在2012年出现。2012年，国家地理频道推出系列纪录片《末日杂牌军》，讲述生存主义者如何未雨绸缪，应对2012年世界末日在内的各种大灾难。
讲述2012世界末日的图书有数百本。2009年畅销书、丹·布朗的《失落的秘符》出现了虚构的数字加密电子邮件2456282.5，解码出来的内容为儒略日2012年12月21日。
受2012世界末日启发的2009年灾难片《2012》在预热宣传活动中采用秘密行銷策略，借助虚构组织“人类永续研究所”（Institue for Human Continuity）的电视台和网站号召大家准备应对世界末日。相关宣传内容没有提及电影，导致许多观众信以为真，惊慌之下联络天文学家。即便宣传活动遭到猛烈批评，电影仍是当年最成功的电影，全球票房近7.7亿美元。《每日电讯报》撰文指，影片在中国非常卖座，加上出现了中国正在建造“生存方舟”的情节，让大批民众担心2012世界末日到来。拉斯·馮·提爾2011年的电影作品《世紀末婚禮》出现了太阳后面的行星与地球碰撞的情节。
末日现象也启发了许多摇滚和流行金曲。早在1997年，Incubus的《A Certain Shade of Green》提到了人类意识会在2012年转变的神秘信仰，歌词有唱“你会呆呆站到公元2012年吗？/ 你还在等什么，一种绿色的阴影？”（"Are you gonna stand around till 2012 A.D.? / What are you waiting for, a certain shade of green?"）。最近期的金曲则有杰伊·尚恩的《2012 (不会是末日)》（2012）和布蘭妮·斯皮爾斯的《舞到世界盡頭》（2011）。2012年12月中旬临近，社交媒体上出现了韩国歌手PSY成为天启四骑士的惡搞内容，声称一旦PSY的《江南Style》在YouTube累积到10亿的播放量，世界就会终结。因《贫民百万富翁》名声鹊起的印度作曲家A·R·拉赫曼发行单曲《无限期的爱》，赶在世界末日到来前，“向人们灌输信心和乐观情绪”。All Time Low2012年专辑《Don't Panic》的封面讽刺了被指与2012年12月21日事件末日有关的灾难事件。
多个品牌在2012年世界末日前几个月和前几天推出相关的广告。2012年2月，美国汽车公司通用汽车在一年一度的超级碗橄榄球赛期间投放了广告，显示2012年世界末日后，一群好友驾驶雪佛兰索罗德穿越人类文明遗迹。而在2012年12月17日，果冻食品Jell-O发布广告，玛雅诸神被Jell-O安抚情绪，宽恕了整个世界。但是，波士頓大學的广告学教授约翰·维雷特（John Verret）质疑将大笔资金投入到如此独特、短暂的事件能否制造效益。

## 外部連結
- 维基共享资源上的相關多媒體資源：2012年現象
- NASA video for 22 December 2012 （页面存档备份，存于）
- Why The World Will Still Be Here After Dec. 21, 2012: A Public Discussion with 3 Scientists at the SETI Institute （页面存档备份，存于）
- Academia.edu （页面存档备份，存于）
- Dunning, Brian. . Skeptoid. March 25, 2008. The real science behind the events predicted in 2012